# Cimetière ancien de Puteaux
Le cimetière ancien de Puteaux est un cimetière communal se trouvant 40 rue des Bas-Rogers à Puteaux dans les Hauts-de-Seine.

## Situation et accès

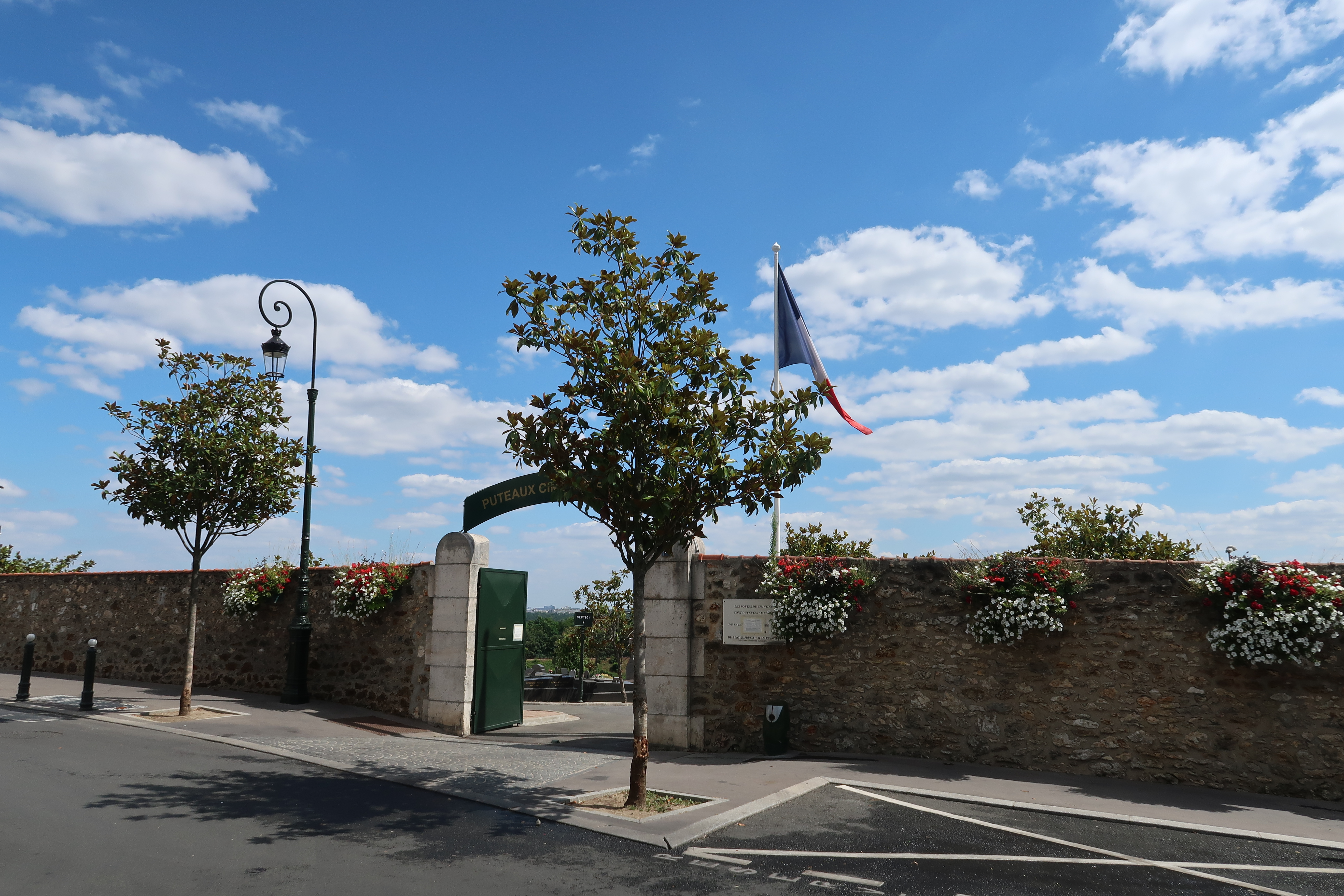
L'entrée rue Cartault.

Il ne doit pas être confondu avec le cimetière Voltaire de Suresnes, situé à proximité et dont il partage la topographie (les plus anciennes tombes sont situées dans la partie basse). En effet, la rue des Bas-Rogers, frontière entre les deux communes, sépare le cimetière Voltaire (à gauche) et le cimetière de Puteaux (à droite). L'entrée principale se trouve 40, rue des Bas-Rogers ; il existe aussi une autre entrée 2, rue Cartault.
Les lignes de transport les plus proches sont la station de tramway Belvédère à Suresnes (ligne 2) et la gare de Puteaux (ligne 2 du tramway et lignes L et U Transilien).
Édifié sur un fort dénivelé, offrant une vue sur le bois de Boulogne et Paris, il est surplombé par la cité-jardin en brique du début des années 1930.

## Historique
Le cimetière est créé en 1848, remplaçant un cimetière qui se trouvait à l'époque près de l'église Notre-Dame-de-Pitié. Il est agrandi deux fois, en 1876 puis en 1903. De 1,6 hectare, il dispose de 3000 concessions ainsi qu'un monument en hommage aux fusillés du Mont Valérien, tués par l'Occupant allemand de la Seconde Guerre mondiale, dans la forteresse située dans la commune voisine de Suresnes. En 2005 est installé un columbarium de 18 cases.
En 1912, un nouveau cimetière est créé à Puteaux, dans le quartier de La Défense, sur un terrain concédé par Nanterre (467, boulevard Aimé-Césaire). On distingue aussi les deux espaces en parlant de l'« ancien cimetière » et du « nouveau cimetière ».

## Personnalités inhumées
- Une petite stèle est érigée à la mémoire des « victimes de la catastrophe du Mont Valérien du 20 décembre 1882 ». À cette date, une explosion dans la cartoucherie de la forteresse tue en effet 17 personnes, en majorité des ouvrières qui y travaillaient[4],[2],[5].
- Raymond Abescat (1891-2001), l'un des derniers Poilus de la Première Guerre mondiale[1].
- Georges Bouton (1847-1938), ingénieur, qui créa avec Jules-Albert de Dion l'usine automobile De Dion-Bouton à Puteaux, en 1884[2]. (Division H)
- Bernard Courtault (1923-1943), résistant, comptant parmi les fusillés du Mont Valérien. Un fac-similé de sa dernière lettre figure sur sa tombe[2].
- Félix Godefroid (1818-1897), compositeur et harpiste.
- Georges Grignard (1905-1977), champion automobile de Formule 1[2].
- Eugène Guittard (1831-1888), sculpteur. La stèle est ornée de son profil en bas-relief[2].
- F. G. Kreutzberger (1822-1912). En 1866, il créa à Puteaux un atelier d'armes et de munitions, agrandi en 1872. Coopérant avec l'armée, celle-ci finit par en prendre la direction et le renomme « Arsenal ». Il servit lors de la Première Guerre mondiale, notamment pour la construction du canon de 75[2].
- Charles Plumet (1861-1928), architecte[2].
- Jean-Baptiste Pompallier (1802-1871), évêque d'Auckland. En 2002, ses restes sont exhumés et transférés en Nouvelle-Zélande, où il avait officié[2]. (Division C)
- Les maires de Puteaux Simon-Hyacinte Blanche, Auguste Blanche, Jean Roque de Filhol, Lucien Voilin et Marius Jacotot[1],[2].

## Galerie de photographies

Illustrations
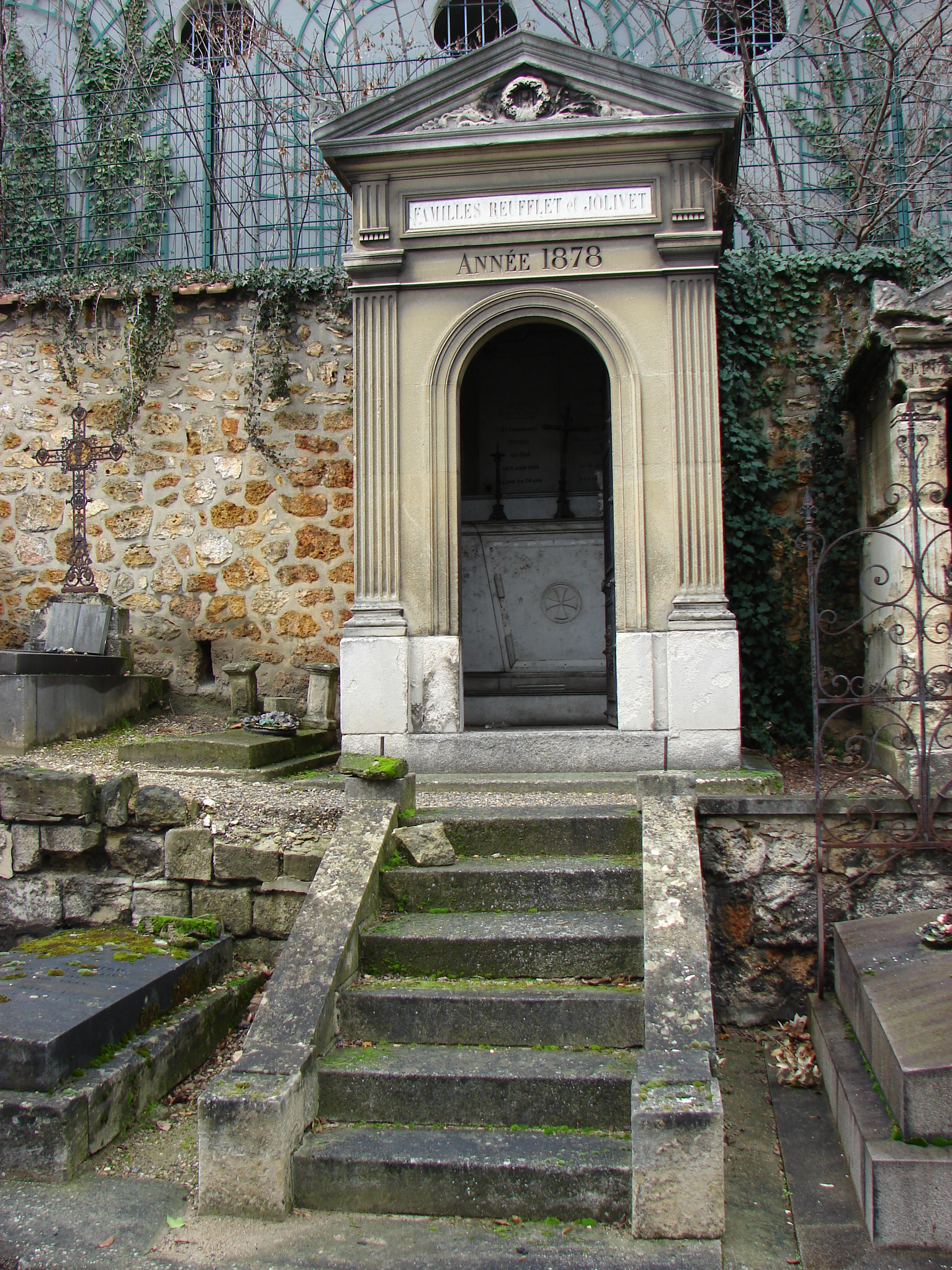
Mausolée familial du XIXe siècle.
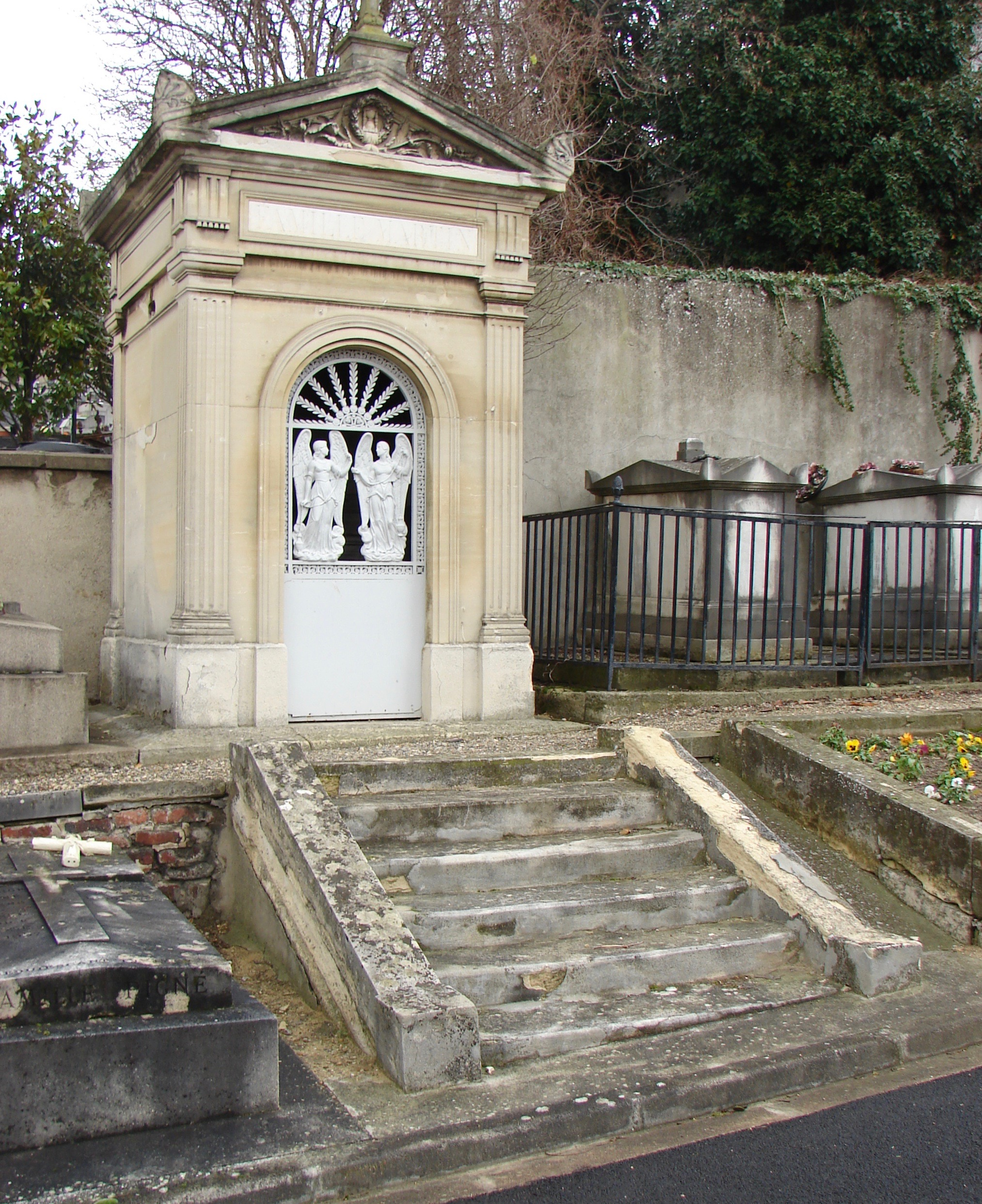
Mausolée familial du XIXe siècle.
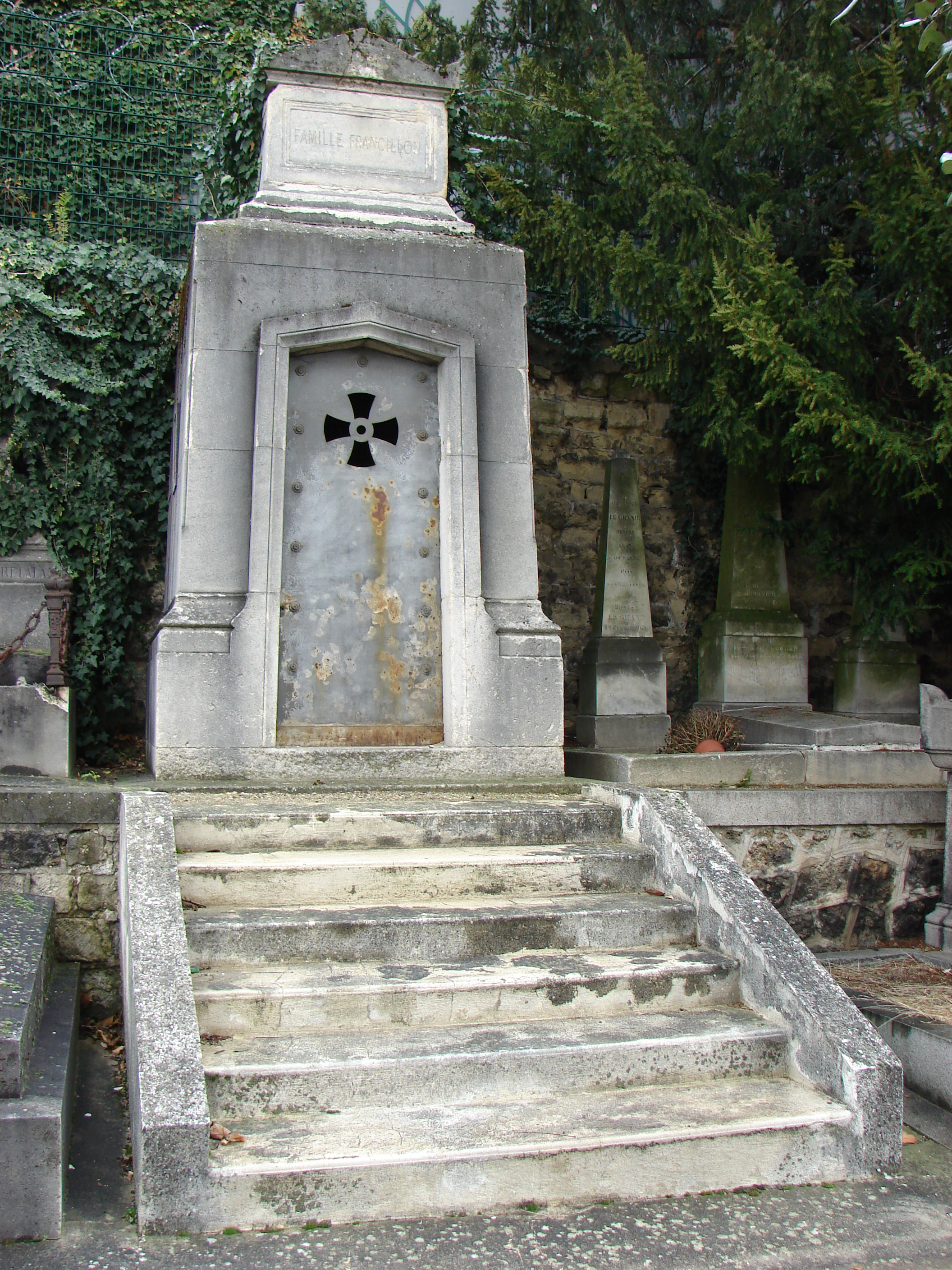
Mausolée familial du XIXe siècle.
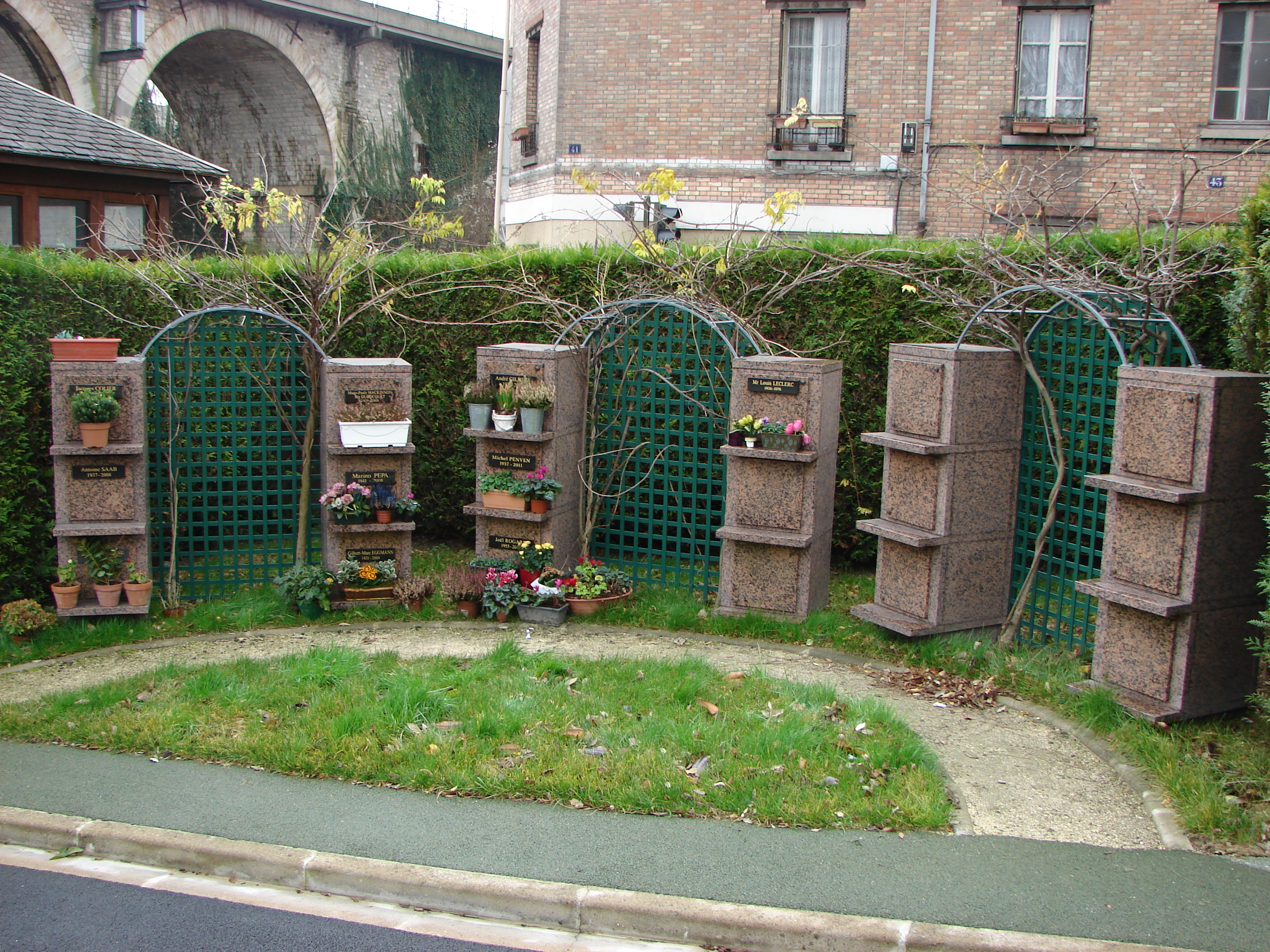
Columbarium.
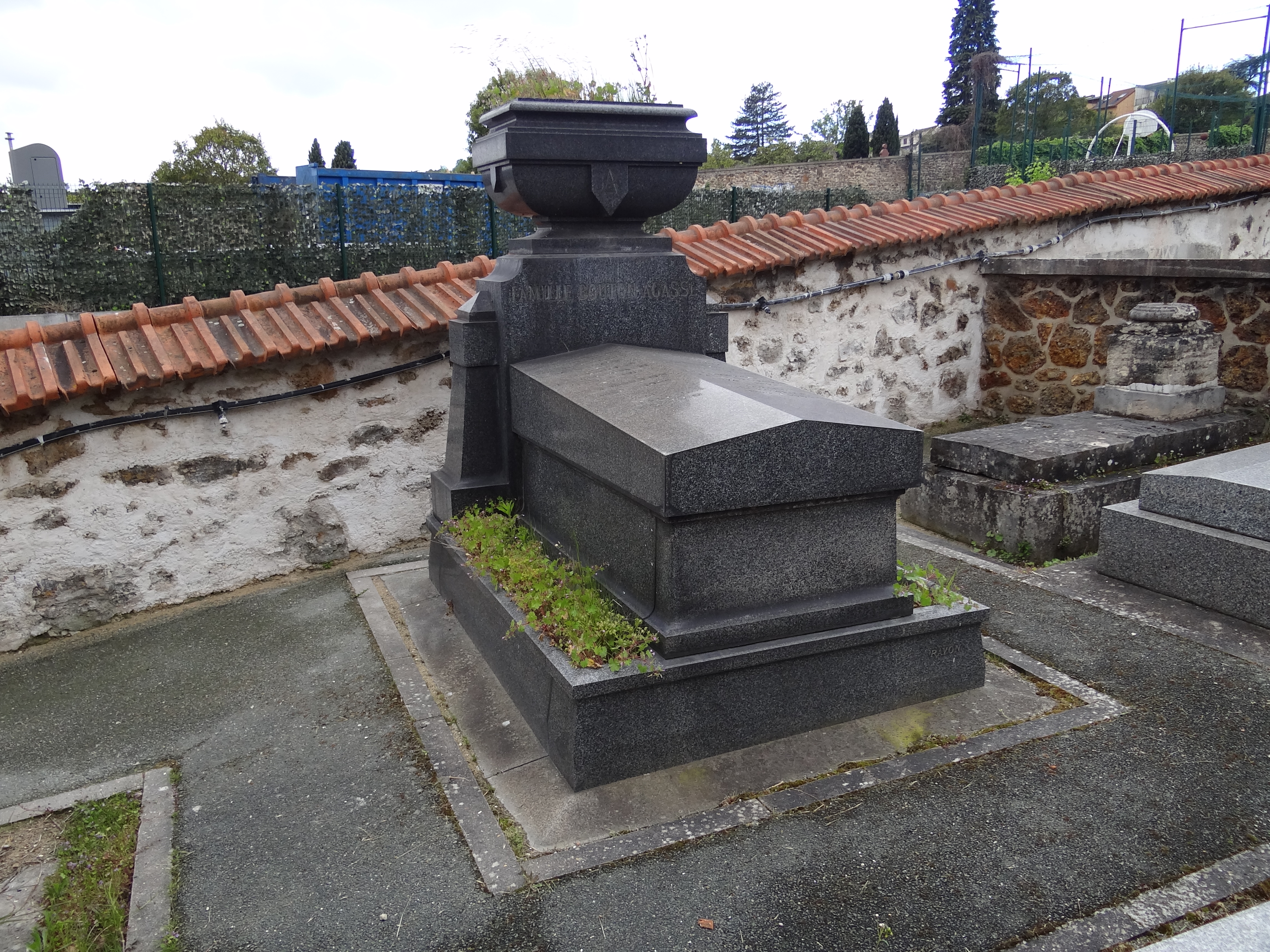
Tombe de Georges Bouton.
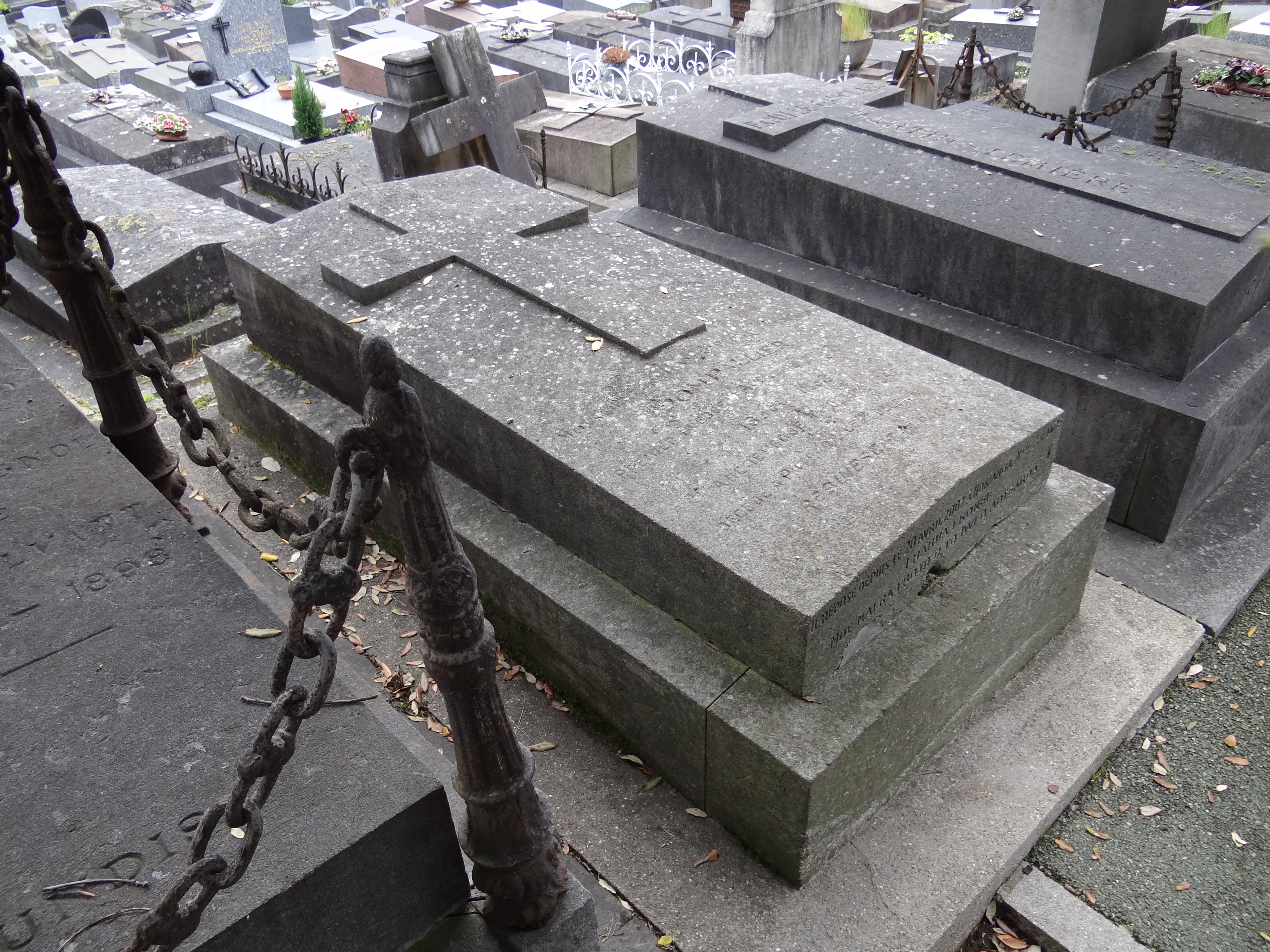
Tombe vide de Jean-Baptiste Pompallier.